# سرطان الجلد المخاطي
سرطان الجلد المخاطي (الاسم العلمي: Mucoepidermoid carcinoma) هو النوع الأكثر شيوعًا من أورام الغدد اللعابية الصغرى عند البالغين. و يمكن العثور على سرطان الجلد المخاطي في أعضاء أخرى ، مثل القصبات ، والكيس الدمعي ،  والغدة الدرقية .
صبغة Mucicarmine تعتبر أحد الصبغات التي يستخدمها أخصائي علم الأمراض للكشف عن سرطان الجلد المخاطي. 

## العلامات والأعراض
تتمثل ككتلة غير مؤلمة بطيئة النمو و تكون حازمة أو صلبة. تظهر معظمها يظهر سريريًا على أنها أورام مختلطة. تحدث عادة في سن 30-50 سنة. أكثر ميلا نحو الجنس الأنثوي.[بحاجة لمصدر]

## تشخيص

### علم الانسجة
هذا الورم غير مغلف ويتميز بالخلايا الحرشفية وخلايا إفراز المخاط والخلايا الوسيطة. 

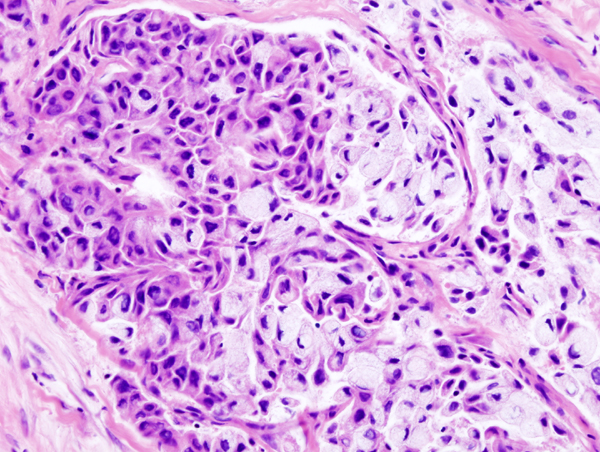
صورة نسيجية لسرطان الجلد المخاطي لغدة لعابية كبرى بستخدام صبغة H & E
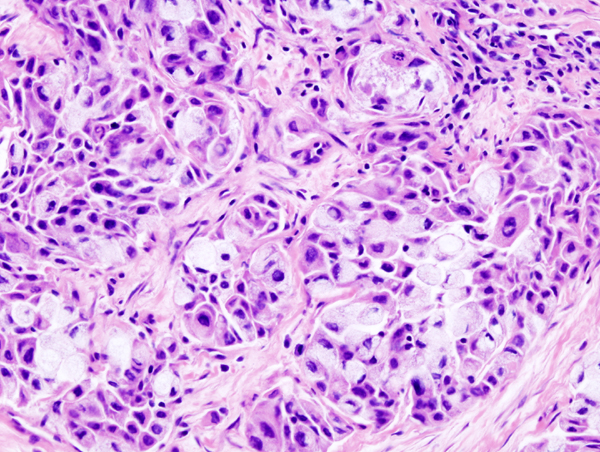
صورة نسيجية لسرطان الجلد المخاطي لغدة لعابية كبرى.
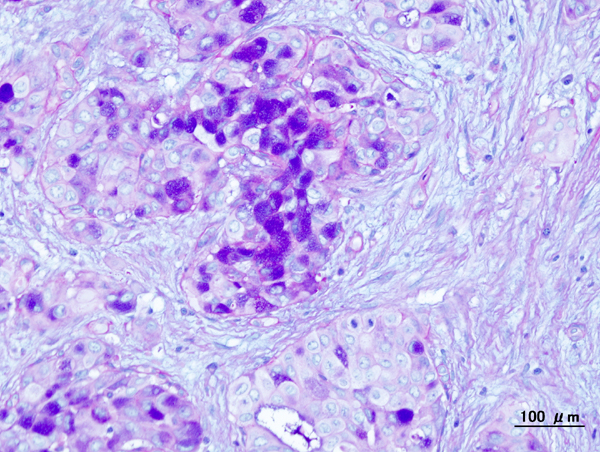
صورة نسيجية لسرطان الجلد المخاطي. تكرر ما بعد الجراحة. بصبغة Alcian blue-PAS

### البيولوجيا الجزيئية
تتميز سرطانات الجلد المخاطي في الغدد اللعابية وغدد الشعب الهوائية بنقل كروموسومي متكرر و الذي ينتج عنه اندماج جيني MECT1-MAML2. 
يتم دمج مجال ربط CREB الخاص بمُنشط CREB Coactivator MECT1 (المعروف أيضًا باسم CRTC1 أو TORC1 أو WAMTP1) في مجال المعاملات الخاص بمُنشِّط Notch MAML2 . 
و قد تم الإبلاغ عن ارتباط محتمل بينه و بين فيروس الورم الحليمي . 

## التكهن
بشكل عام ، هناك تكهن جيد للأورام منخفضة الدرجة ، و تكهن سيئ للأورام عالية الدرجة ، ومع ذلك فقد وجدت الأبحاث الحديثة أن تكرار حدوث أورام منخفضة الدرجة له أيضًا تكهن ضعيف. 

## علاج
الجراحة هي العلاج الموصى به عندما يكون المرض مستئصل و موضعي.  عندما يتم استئصال الورم بشكل غير كامل (هوامش إيجابية) ، فإن العلاج الإشعاعي بعد الجراحة يعطي تحكمًا موضعيًا يضاهي الاستئصال الكامل (هوامش واضحة). 
في بعض الأحيان عندما تكون الجراحة غير ممكنة بسبب انتشار المرض أو إذا كان المريض ضعيفًا للغاية لإجراء الجراحة ، أو إذا رفض الجراحة ، فقد يكون العلاج الإشعاعي الملطف مفيدًا. كان هناك تقرير عن حالة يحقق فيها العلاج الإشعاعي بجرعة منخفضة استطاع انشاء استجابة لدى المرض والسيطرة عليه لأكثر من 4 سنوات. 
في المرضى الذين يعانون من المرض النقيلي ، تميل استجابة العلاج الكيميائي إلى الانخفاض (معدل الاستجابة الجزئي بنسبة 27٪) وقصيرة المدى. 

## علم الأوبئة
يُصاب به البالغون ، ويبلغ معدل الإصابة ذروته من 20 إلى 40 عامًا. الارتباط السببي بالفيروس المضخم للخلايا (cytomegalovirus) قد تورط بقوة في بحث عام 2011. 

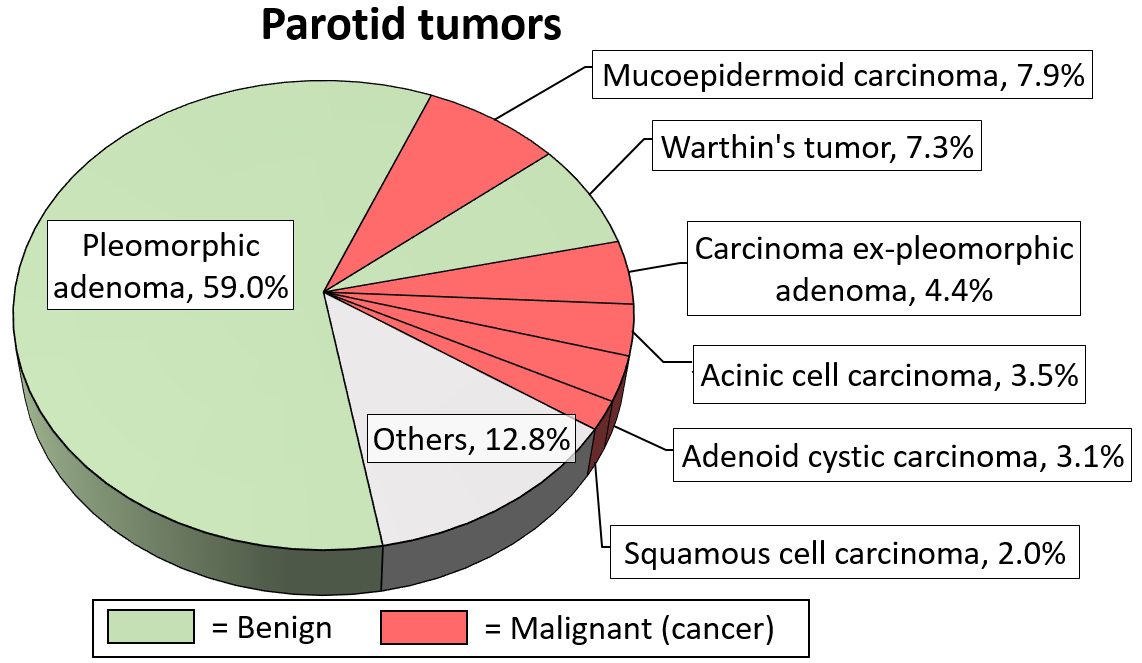
[14]نسبة حدوث الأورام بالغدد النكفية تظهر سرطان الجلد المخاطي على أعلى اليمين.
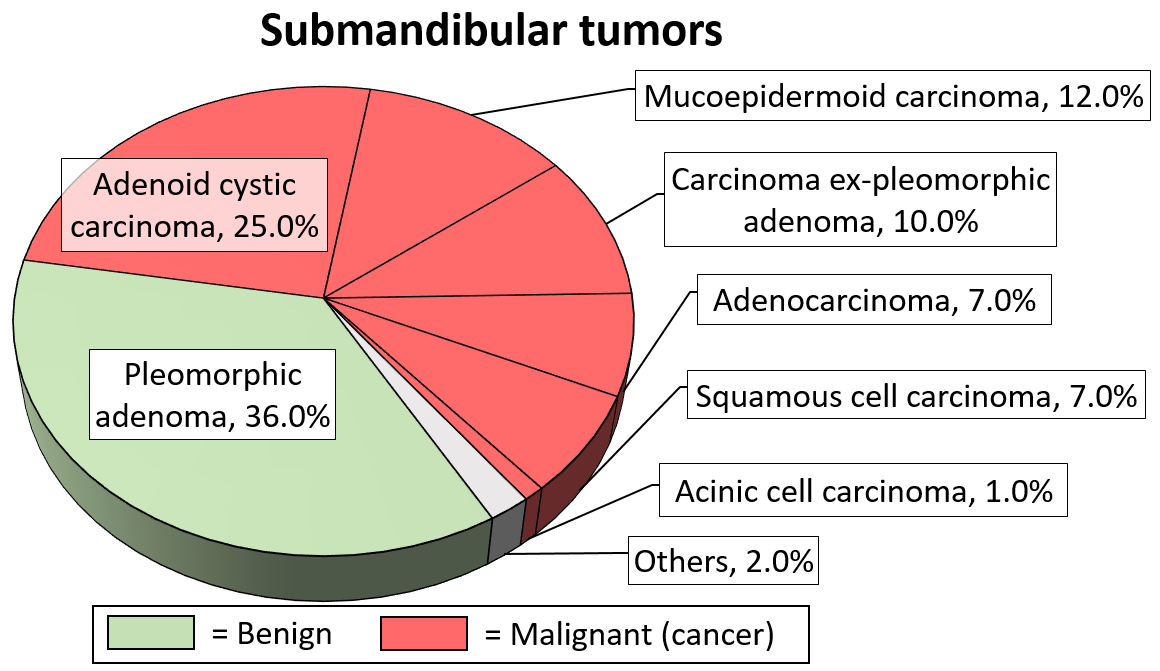
[14]نسبة حدوث الأورام بالغدد تحت الفك السفلي تظهر سرطان الجلد المخاطي على أعلى اليمين.